# Flamengo Beach Soccer
O Futebol de areia do Clube de Regatas do Flamengo é o time oficial de futebol de areia do Clube de Regatas do Flamengo. Dentre sua maior glórias na areia, destacam-se o título da Liga Mundial de 2019.
Conhecido popularmente pelos apelidos de Mais Querido das Areias, Malvadão da Praia e Meninas da Praia, é uma agremiação poliesportiva brasileira com sede na cidade do Rio de Janeiro. Fundado no bairro de mesmo nome para disputas de remo em 17 de novembro de 1895, tornou-se um dos clubes mais bem-sucedidos e populares do esporte brasileiro, especialmente pelo futebol. Tem como suas cores tradicionais o vermelho e o preto e como seus maiores rivais esportivos o Botafogo, o Fluminense e o Vasco da Gama, rivalidade esta, que se estende dos gramados para a areia.
Nova gestão
Após um tempo de inatividade, o Flamengo voltou ao Beach Soccer na diretoria de Rodolfo Landim, no início de 2019. Em menos de um mês conseguiu chegar até a decisão do Campeonato Brasileiro. Foi derrotado nos pênaltis pelo Vasco após empate em 2–2. O trabalho diferenciado no que diz respeito a área de gestão, profissionalismo e comunicação fez com que o Rubro-Negro das Areias virasse notícia em todo o mundo. Assim, surgiu o convite para a disputa do Mundialito de Clubes na Rússia. O Rubro-Negro fez um excelente campeonato contra os melhores times do planeta e terminou com a honrosa terceira posição.
Efeito melhor do mundo
O Flamengo surpreendeu o mundo ao anunciar a contração do espanhol Llorenç Gómez para a disputa do Campeonato Carioca 2019. O atleta foi eleito no final de 2018 o melhor jogador do mundo de Beach Soccer. E a chegada do atleta ao Flamengo fez muito barulho, sendo noticiada nos principais sites brasileiros e em diversos portais pela Europa. Fora de campo, a torcida vibrou muito com reforço do craque, que usou o número 80 e foi muito badalado pelos rubro-negros.
Dentro de campo, terminou como craque e artilheiro do Campeonato Carioca. Marcou onze gols, sendo cinco de bicicleta e ajudou a equipe a conquistar o título. Na decisão, o Mais Querido das Areias derrotou o Vasco por 7–3. Na semifinal, eliminou o Botafogo ao vencer por 5–4.
O melhor do mundo é Rubro Negro
O atleta do Clube de Regatas do Flamengo Rodrigo Soares foi eleito pela BSWW, (entidade responsável pelo Beach Soccer mundial reconhecida pela FIFA), como o melhor jogador de Beach Soccer do mundo em cerimonia realizada em Dubai nos Emirados Árabes Unidos no dia 12 de Fevereiro de 2024.
Rodrigo estava também na Seleção Mundial ao lado de craques do Beach Soccer de todo o mundo, como Casapieri (ITA), Ozu Moreira (JPN), Bruno Xavier (BRA), e Bê Martins (POR).
Destaque com as mulheres
Sempre com a visão de igualdade de oportunidades em ambos os gêneros, o Flamengo possuí uma das equipes mais forte e vitoriosa da categoria feminina. Bi campeã brasileira (2020 e 2021)  campeão carioca e, 2019, o Flamengo possui em seu plantel grandes nomes com (Jasna, Lorena e Ana Beatriz) todas atletas da seleção brasileira.

## Arena Maestro Júnior
A Arena de Beach Soccer Maestro Júnior, ou simplesmente Arena Maestro Júnior, é uma arena de Beach Soccer localizada na cidade do Rio de Janeiro.
A arena, inaugurada no dia 20 de julho de 2012, faz parte das instalações esportivas da sede do Clube de Regatas do Flamengo, na Gávea, e tem recebido competições da modalidade, como, por exemplo, a decisão da I Super Copa de Beach Soccer, disputada no dia 21 de julho de 2012, e o Torneio Intercontinental Interclubes Cidade Maravilhosa, disputado entre os dias 13 e 18 de novembro de 2012, e até competições de outras modalidades, como a 4.ª etapa da Liga Nacional de Futevôlei, disputada em novembro de 2012.
Na entrada da quadra, há uma placa com os dizeres: "Junior está na galeria dos heróis imortais na história do Flamengo, pelos 38 títulos conquistados, pelos gols inesquecíveis, mas principalmente, por ter vestido o Manto Sagrado como se fosse sua segunda pele. Obrigado maestro por toda sua dedicação e pelas glórias conquistadas para o Clube de Regatas do Flamengo". A inauguração da placa foi feita por Zico e Júnior juntos.

## Títulos

### Categoria Masculina
Campeão Invicto
| Mundiais       | Mundiais               | Mundiais | Mundiais    |
|                | Competição             | Títulos  | Temporada   |
| -------------- | ---------------------- | -------- | ----------- |
|                | Liga Mundial de Clubes | 1        | 2019        |
| Nacionais      |                        |          |             |
|                | Competição             | Títulos  | Temporada   |
| Brasil         | Copa Brasil            | 1        | 2013        |
| Brasil         | Circuito Brasileiro    | 1        | 2024        |
| Interestaduais |                        |          |             |
|                | Competição             | Títulos  | Temporada   |
| x              | Torneio Rio-São Paulo  | 1        | 2023        |
|                | Copa do Sudeste        | 1        | 2023        |
| Estaduais      |                        |          |             |
|                | Competição             | Títulos  | Temporada   |
| Rio de Janeiro | Campeonato Carioca     | 2        | 2019, 2022* |

### Outros títulos
- Torneio Internacional de Montreal: 2012[8]
- Copa Luz do Mundo: 2019[9]

### Categoria Feminina
Campeão Invicto
| Nacionais      | Nacionais             | Nacionais | Nacionais |
|                | Competição            | Títulos   | Temporada |
| -------------- | --------------------- | --------- | --------- |
| Brasil         | Copa do Brasil        | 1         | 2020      |
| Brasil         | Circuito Brasileiro   | 1         | 2023      |
| Interestaduais |                       |           |           |
|                | Competição            | Títulos   | Temporada |
| x              | Torneio Rio-São Paulo | 1         | 2023      |
| Estaduais      |                       |           |           |
|                | Competição            | Títulos   | Temporada |
| Rio de Janeiro | Taça Rio              | 1         | 2019      |